# Peary Channel
Peary Channel är ett sund i Kanada. Det ligger i territoriet Nunavut, i den norra delen av landet, 3 900 km nordväst om huvudstaden Ottawa.